# 栗颈噪鹛
栗颈噪鹛（学名：Pterorhinus ruficollis），又名棕颈噪鹛，是画眉科噪鹛属的一种，分布于缅甸、孟加拉国、不丹、中国大陆、印度和尼泊尔。该物种的保护状况被评为无危。
栗颈噪鹛的平均体重约为66.5克。栖息地包括亚热带或热带的（低地）湿润疏灌丛、亚热带或热带的（低地）季节性湿润草原、亚热带或热带的湿润低地林、亚热带或热带的高海拔疏灌丛、耕地、河流、溪流、乡村花园和亚热带或热带的湿润山地林。该物种的模式产地在喜马拉雅山脉地区。